# Collegium Hungaricum Bécs
Das Collegium Hungaricum Wien ist das ungarische Kulturinstitut in Wien in Österreich. Seit seiner Gründung im Jahr 1924 ist es der wichtigste Vermittler von ungarischer Kultur, Bildung und Wissenschaft im Land. Seine Hauptaufgabe ist die Förderung und Verbreitung des ungarischen Kulturerbes, der Innovation und der künstlerischen und wissenschaftlichen Errungenschaften in der österreichischen, internationalen und nationalen Öffentlichkeit. Es fördert den kulturellen Dialog zwischen Ungarn und Österreich, unterstützt die Zusammenarbeit zwischen den beiden Ländern in den Bereichen Bildung, Wissenschaft und Kunst. Es trägt zur Erhaltung der kulturellen Werte der ungarischen Gemeinschaften in Ungarn und darüber hinaus sowie zur Stärkung der Beziehungen zwischen diesen Gemeinschaften bei.

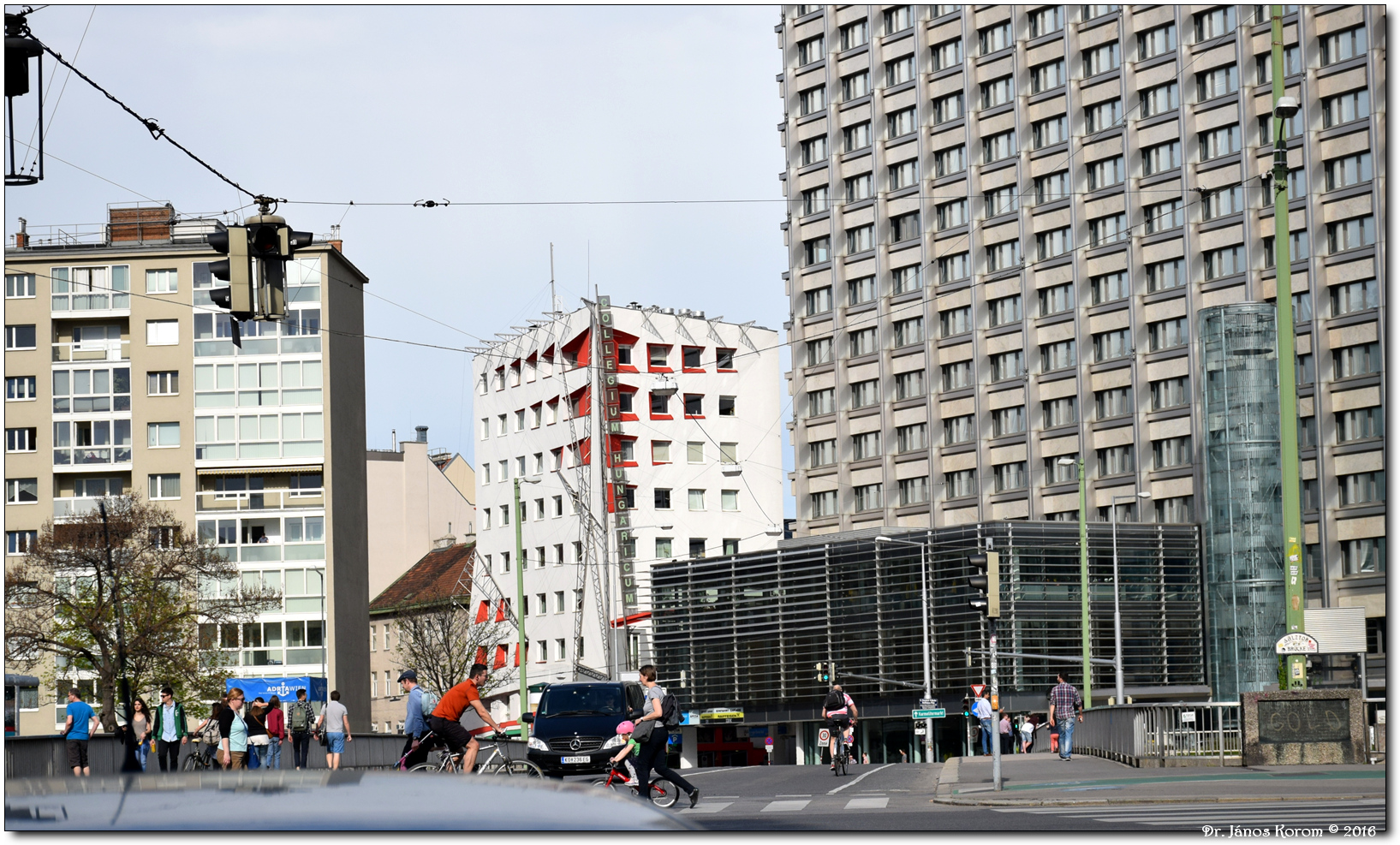
Das Gebäude des Collegium Hungaricum in der Leopoldstadt

Das Collegium Hungaricum in Wien ist eines der größten der 26 ungarischen Kulturinstitute (Liszt-Institute und Collegia Hungarica) in 24 Ländern der Welt, mit acht Stockwerken und 9 Mitarbeitern. Neben Büros und Stipendiatenwohnungen beherbergt das Gebäude auch einen 188 m² großen Ausstellungsraum, eine 13.000 Bände umfassende Bibliothek, einen Seminarraum und einen Theater-/Musikraum mit 110 Plätzen. Der Ungarische Schulverein Wien hat seinen Sitz im vierten Stock des Instituts. Das Ministerium für Kultur und Innovation ist für die fachliche Aufsicht über die Institute zuständig, während das Ministerium für auswärtige Angelegenheiten und Handel die Gebäude und den Betrieb zur Verfügung stellt.

## Hundertjahrfeier des Instituts
Im Jahr 2024 feierte das Collegium Hungaricum in der österreichischen Hauptstadt in Zusammenarbeit mit dem Berliner Institut das hundertjährige Bestehen der beiden Kollegs. Im Mittelpunkt der Jubiläumsveranstaltungen in Wien standen persönliche Geschichten und neue Forschungsergebnisse. Dabei kamen zahlreiche bisher unbekannte Fotos, Fernsehaufnahmen und schriftliche Dokumente aus österreichischen und ungarischen Archiven zum Vorschein, wie zum Beispiel das handgeschriebene und fotografierte Tagebuch von János Sőregi, einem frühen Stipendiaten (1924–26) und späteren Direktor des Museums in Debrecen, aus seinen Jahren in Wien. Die Programme werden 2025 im Rahmen des Klebelsberg-Gedenkjahres fortgesetzt.